# Bacamarteiro
O Bacamarteiro é uma manifestação folclórica comum no interior da  Região Nordeste do Brasil.
O bacamarteiro é um atirador que usa uma arma conhecida como bacamarte para efetuar disparos de pólvora seca, em manifestações populares como procissões, quermesses e outros festejos, inclusive em cerimônias cívicas e políticas.
A manifestação cultural dos bacamarteiros, mais propriamente, consiste em um grupo de pessoas, vestidas com calça e camisa de zuarte, lenço no pescoço e chapéu de palha ou couro, que se reúnem em grupos, troças ou batalhões, sob a chefia de um sargento e o controle geral de um comandante, e realizam uma apresentação performática. O comandante do grupo responde, perante às autoridades, pelos atiradores durante as apresentações. O nome bacamarteiros deriva do bacamarte, arma de fogo de cano curto e largo, reforçada na coronha, usada pelos bacamarteiros. A arma já era usada na Europa pelo menos desde o século XVIII, mas não se sabe  como ela chegou no nordeste. O que é sabido é que ela foi adaptada para o folguedo, uma vez que anteriormente, usava-se chumbo, mas nos festejos nordestinos, é usada a pólvora, porque produz mais barulho e fumaça.

## História

### Na Paraíba
Na Paraíba, a origem do folguedo é incerta, mas há consenso de que começou no final do século XIX.

### Em Pernambuco
É uma tradição comum no interior pernambucano, estando ligada às festividades juninas, o que levou a criação de uma lei estadual estabelecendo 24 de junho, dia de São João, como o "Dia Estadual do Bacamarteiro".
A data de nascimento da tradição é desconhecida, mas supõe-se que teria surgido após a ocorrência da Guerra do Paraguai (1865). Outros pesquisadores supõe que ela surgiu como uma forma de saudar aos santos juninos, e teve início com a invasão holandesa em Pernambuco,  enquanto o próprios bacamarteiros apontem uma origem lendária à tradição, associando-a ao nascimento de São João Batista.
Em Caruaru, trata-se de uma tradição hereditária. A tradição chegou em Caruaru no fim do século XIX, atrelada às festas juninas. É caracterizada por grupos, tropas ou batalhões de bacamarteiros, "comandados" por um sargento e o controle geral de um comandante, que responde, perante às autoridades, pelos atiradores durante as apresentações. Apesar de Caruaru ser o maior polo de bacamarteiros no Estado, existem também grupos em outros municípios pernambucanos como Cabo, Limoeiro, Belo Jardim.
Na cidade de Ibirajuba, no agreste pernambucano, os bacamarteiros eram religiosamente presentes nas festas juninas, mas as muitas prisões de bacamarteiros por porte ilegal de arma acabaram por enfraquecer-lhes, até que, por pressão popular, os bacamarteiros foram legalizados em uma associação de Caruaru, regulando-se a posse das armas por eles portadas, ao mesmo tempo impedindo o porte. Desde 2012 a cidade realiza o Encontro dos Bacamarteiros, que reúne mais de 500 bacamarteiros da região. O encontro realiza-se em apenas um dia, onde os brincantes assistem uma missa na Igreja de Santa Quitéria e depois seguem em desfile para o centro da cidade, onde começam as apresentações.

### Em Sergipe
Tem início com o grupo folclórico Batalhão de Bacamarteiros, de Carmópolis, interior de Sergipe, criado por volta de 1780, por escravos dos canaviais do entorno do povoado Aguada, como um grupo de Samba de Roda e atiravam com uma arma artesanal conhecida como bacamarte. 
O Batalhão de Bacamarteiros possui sessenta integrantes de todas as idades. Os mais velhos são encarregados das canções, alguns ficam encarregados de tocar os instrumentos, como o ganzá, cuíca, pandeiro, reco-reco e a caixa. No município de Carmópolis, as mulheres trajam chapéu de palha e vestido de chita, dançam sempre em círculo, enquanto os homens, que ficam atrás, vão disparando tiros de bacamarte, de acordo com o desenrolar da dança.
É a maior manifestação cultural do município de Carmópolis e uma das principais expressões culturais de Sergipe. Todos os instrumentos musicais, os bacamartes e a pólvora são fabricados pelo próprio grupo. Para a confecção dos instrumentos musicais é usada a medeia do jenipapo, árvore frutífera da região, couro de animais e sementes. Para fabricar a pólvora, é utilizado o carvão produzido a partir da umbaúba, cachaça e enxofre. Durante os festejos juninos acontece o ritual do "Pisa Pólvora" para comemorar os santos do mês.
O Batalhão de Bacamarteiros do Povoado Aguada é uma tradição africana deixada na região do Vale da Cotinguiba, com dança e música características. Apesar do grupo do povoado Aguada ser o mais tradicional, em Sergipe também existem Bacamarteiros em General Maynard, Japaratuba e Capela.